# Plusiodonta
Plusiodonta là một chi bướm đêm thuộc họ Erebidae.

## Các loài
- Plusiodonta aborta Dognin, 1910
- Plusiodonta achalcea Hampson, 1926
- Plusiodonta amado Barnes, 1907 (đồng nghĩa: Plusiodonta suffusa Hill, 1924 )
- Plusiodonta arctipennis Butler, 1886
- Plusiodonta auripicta Moore, 1882
- Plusiodonta basirhabdota Hampson, 1926
- Plusiodonta casta Butler, 1878
- Plusiodonta chalcomera Hampson, 1926
- Plusiodonta clavifera Walker, 1868
- Plusiodonta cobaltina Viette, 1956
- Plusiodonta coelonota Kollar & Redtenbacher, 1844
- Plusiodonta commoda Walker, 1865
- Plusiodonta compressipalpis Guenée in Boisduval và Guenée, 1852
- Plusiodonta cupristria Kaye, 1922
- Plusiodonta dimorpha Robinson, 1975
- Plusiodonta effulgens Edwards, 1884
- Plusiodonta euchalcia Hampson, 1926
- Plusiodonta excavata Guenée, 1862
- Plusiodonta gueneei Viette, 1968
- Plusiodonta incitans Walker, 1857
- Plusiodonta ionochrota Hampson, 1926
- Plusiodonta macra Hampson, 1926
- Plusiodonta malagassy Viette, 1968
- Plusiodonta megista Hampson, 1926
- Plusiodonta miranda Schaus, 1911
- Plusiodonta multicolora Bethune-Baker, 1906
- Plusiodonta natalensis Walker, 1865
- Plusiodonta nictites Hampson, 1902
- Plusiodonta nitissima Schaus, 1911
- Plusiodonta repellens Walker, 1857
- Plusiodonta speciosissima Holland, 1894
- Plusiodonta stimulans Walker, 1857
- Plusiodonta theresae Holloway, 1979
- Plusiodonta thomae Guenée in Boisduval và Guenée, 1852
- Plusiodonta tripuncta Bethune-Baker, 1906
- Plusiodonta wahlbergi Felder & Rogenhofer, 1874